# 東森亞洲衛視
東森亞洲衛視 (英語 : EBC Asia)，是東森電視旗下的亞洲綜藝娛樂頻道，透過衛星網絡將電視訊號放送至亞洲各大地區(台灣除外)。本頻道主要播放東森綜合台、東森超視及東森幼幼台的節目。

## 歷史
- 2002年，「東森電視生活台」開播，此為東森亞洲衛視前身。從台灣出發，以亞太地區的華語頻道為目標。主要播放東森綜合台的節目。
- 2003年4月29日，東森華榮傳播於香港設立之「森鼎國際媒體有限公司」（Mostrend Limited）改名為「東森亞洲衛視有限公司」（Eastern Broadcasting Asia Co., Limited）。
- 2017年11月14日，東森亞洲衛視更換台徽，台徽更改為「東森亞洲 ETTV ASIA HD」，並以高清畫質播放。
- 2020年7月1日，東森亞洲衛視更換台徽，台徽更改為「EBC 東森亞洲衛視 HD」。

## 外部連結
- 東森亞洲衛視 （页面存档备份，存于）
  - YouTube上的東森亞洲衛視頻道
- 東森電視 （页面存档备份，存于）
- 東森亞洲衛視- 頻道- now TV （页面存档备份，存于）
- 331 東森亞洲衛視 - 有線寬頻i-CABLE （页面存档备份，存于）